# 帕斯卡尔·亨斯
帕斯卡尔·亨斯（德語：Pascal Hens，1980年3月26日—），德国男子手球运动员。他曾代表德国参加2004年和2008年夏季奥林匹克运动会手球比赛，其中2004年奥运会获得一枚银牌。